# چوکان (دوره)
چوکان (به ژاپنی: 長寛 Chōkan) نام یک عصر تاریخی ژاپنی (نِنگُو) بود. این عصر بعد از اوهو و قبل از
ائیمان  قرار داشت و از مارس ۱۱۶۳ تا ژوئن ۱۱۶۵ میلادی به طول انجامید. در طی این عصر امپراتور روکوجو، امپراتور ژاپن بود.